# Cerotainia xanthoptera
Cerotainia xanthoptera là một loài ruồi trong họ Asilidae. Cerotainia xanthoptera được Wiedemann miêu tả năm 1828. Loài này phân bố ở vùng Tân nhiệt đới.